# Elisabeth Selkirk
Elisabeth O. Selkirk (1945) es una lingüista especializada en teoría fonológica y en la interfaz sintaxis-fonología. Actualmente es profesora emérita del Departamento de Lingüística de la Universidad de Massachusetts, Amherst.
Selkirk obtuvo un doctorado en lingüística en el Instituto de Tecnología de Massachusetts en 1972, bajo la supervisión de Morris Halle. Se desempeñó como directora del Departamento de Lingüística de la Universidad de Massachusetts durante un período que comenzó en 1998.
El trabajo de Selkirk se ha centrado en la organización de las unidades fonológicas (es decir, los componentes de la jerarquía prosódica) en una estructura prosódica, así como la interacción de la fonología con otras partes de la gramática, incluidas la morfología y la sintaxis.

## Reconocimientos y distinciones
Ingresó como fellow de la Sociedad Lingüística de América en 2012. En 2011, se publicó un volumen de ensayos en su honor que examina la fonología de varios idiomas

## Publicaciones selectas
- Selkirk, E. (2011). The syntax-phonology interface. En J. Goldsmith, J. Riggle, y A. Yu, eds., The handbook of phonological theory, 2a edición, 435–484. Oxford: Blackwell.
- Selkirk, E. (2003). The prosodic structure of function words. En J. McCarthy, ed. Optimality theory in phonology: A reader, Blackwell Publishing, 2003.
- Selkirk, E. (2003). Sentence phonology. En William Frawley y William Bright, The Oxford International Encyclopedia of Linguistics, 2a edición. New York-Oxford: Oxford University Press.
- Selkirk, E. (2000). The interaction of constraints on prosodic phrasing. En M. Horne, ed., Prosody: Theory and experiments, 231–261. Kluwer.
- Selkirk, E. (1982). The syntax of words. Cambridge (MA): MIT Press.